# Ion Mihai Dumitrescu
Ion Mihai Dumitrescu (n. 11 septembrie 1955) este un fost senator român în legislatura 2004-2008 ales în județul Dâmbovița pe listele partidului PNL. În cadrul activității sale parlamentare, Ion Mihai Dumitrescu a fost membru în grupurile parlamentare de prietenie cu Australia, Republica Socialistă Vietnam și Republica Coreea. Ion Mihai Dumitrescu a avut 83 de luări de cuvânt în 49 de ședințe parlamentare și a inițiat 20 de propuneri legislative din care 7 au fost promulgate legi. Ion Mihai Dumitrescu a fost membru în următoarele comisii:
- Comisia pentru cultură, artă și mijloace de informare în masă - Vicepreședinte (din sep. 2005)
- Comisia specială a Camerei Deputaților și Senatului pentru atribuirea timpilor de antenă în vederea alegerii membrilor din România în Parlamentul European
- Comisia parlamentară specială referitoare la repartizarea și monitorizarea timpilor de antenă în vederea campaniei vizând referendumul național privind introducerea votului uninominal pentru alegerea membrilor Parlamentului României
- Comisia parlamentară comună de anchetă privind activitatea Societății Române de Televiziune

## Legături externe
- Fisa de senator.